# Pallavolo ai XXVI Giochi del Sud-est asiatico - Torneo femminile
Il torneo femminile di pallavolo ai XXVI Giochi del Sud-est asiatico si è svolta nel novembre 2011 a Palembang, in Indonesia, durante i XXVI Giochi del Sud-est asiatico: al torneo hanno partecipato cinque squadre nazionali del Sud-est asiatico e la vittoria finale è andata per la decima volta, l'ottava consecutiva consecutiva, alla Thailandia.

## Impianti
|                                                                                   |  |  |
|                                                                                   |  |  |
| Gymnasium University of Sriwijaya Città: Palembang Capienza: - Anno d'apertura: - |  |  |

## Regolamento

### Formula
Le squadre hanno disputato una prima fase con formula del girone all'italiana; al termine della prima fase:
- Le prime due classificate hanno acceduto alla finale.

### Criteri di classifica
Se il risultato finale è stato di 3-0 o 3-1 sono stati assegnati 3 punti alla squadra vincente e 0 a quella sconfitta, se il risultato finale è stato di 3-2 sono stati assegnati 2 punti alla squadra vincente e 1 a quella sconfitta.
L'ordine del posizionamento in classifica è stato definito in base a:
- Numero di partite vinte;
- Punti;
- Ratio dei set vinti/persi;
- Ratio dei punti realizzati/subiti;
- Risultati degli scontri diretti.

## Squadre partecipanti
| Squadra    | Qualificazione      | Ultima partecipazione |
| ---------- | ------------------- | --------------------- |
| Birmania   | -                   | ?                     |
| Indonesia  | Paese organizzatore | Vientiane 2009        |
| Thailandia | -                   | Vientiane 2009        |
| Timor Est  | -                   | ?                     |
| Vietnam    | -                   | Vientiane 2009        |

## Torneo

### Prima fase

#### Risultati
| ? novembre 2011 Gymnasium of Sriwijaya, Palembang Durata: ? - Spettatori: ? | Thailandia | 3 - 0 | Vietnam    | 25-17, 25-11, 25-21        |
| ? novembre 2011 Gymnasium of Sriwijaya, Palembang Durata: ? - Spettatori: ? | Indonesia  | 3 - 0 | Timor Est  | 25-0, 25-0, 25-0           |
| ? novembre 2011 Gymnasium of Sriwijaya, Palembang Durata: ? - Spettatori: ? | Indonesia  | 3 - 0 | Birmania   | 25-17, 25-19, 25-18        |
| ? novembre 2011 Gymnasium of Sriwijaya, Palembang Durata: ? - Spettatori: ? | Vietnam    | 3 - 0 | Timor Est  | 25-0, 25-0, 25-0           |
| ? novembre 2011 Gymnasium of Sriwijaya, Palembang Durata: ? - Spettatori: ? | Thailandia | 3 - 0 | Timor Est  | 25-0, 25-0, 25-0           |
| ? novembre 2011 Gymnasium of Sriwijaya, Palembang Durata: ? - Spettatori: ? | Vietnam    | 3 - 0 | Birmania   | 25-14, 25-8, 25-14         |
| ? novembre 2011 Gymnasium of Sriwijaya, Palembang Durata: ? - Spettatori: ? | Indonesia  | 1 - 3 | Vietnam    | 17-25, 26-24, 14-25, 13-25 |
| ? novembre 2011 Gymnasium of Sriwijaya, Palembang Durata: ? - Spettatori: ? | Thailandia | 3 - 0 | Birmania   | 25-9, 25-12, 25-4          |
| ? novembre 2011 Gymnasium of Sriwijaya, Palembang Durata: ? - Spettatori: ? | Timor Est  | 0 - 3 | Birmania   | 0-25, 0-25, 0-25           |
| ? novembre 2011 Gymnasium of Sriwijaya, Palembang Durata: ? - Spettatori: ? | Indonesia  | 0 - 3 | Thailandia | 13-25, 16-25, 19-25        |

#### Classifica
| Pos. | Squadra    | Pt | G | V | P | SV | SP | Ratio | PF  | PS  | Ratio |
| ---- | ---------- | -- | - | - | - | -- | -- | ----- | --- | --- | ----- |
| 1.   | Thailandia | 12 | 4 | 4 | 0 | 12 | 0  | MAX   | 300 | 122 | 2,459 |
| 2.   | Vietnam    | 9  | 4 | 3 | 1 | 9  | 4  | 2,250 | 298 | 181 | 1,646 |
| 3.   | Indonesia  | 6  | 4 | 2 | 2 | 7  | 6  | 1,166 | 268 | 228 | 1,175 |
| 4.   | Birmania   | 3  | 4 | 1 | 3 | 3  | 9  | 0,333 | 190 | 225 | 0,844 |
| 4.   | Timor Est  | 0  | 4 | 0 | 4 | 0  | 12 | 0,000 | 0   | 300 | 0,000 |

      Qualificata alla finale per il primo posto.

### Finale
| 20 novembre 2011 Gymnasium of Sriwijaya, Palembang Durata: ? - Spettatori: ? | Thailandia | 3 - 1 | Vietnam | 21–25, 25–20, 25–15, 25–1 |

## Podio

### Campione
Formazione: Hyapha, Sukmak, Kanthong, Tomkom, Sittirak, Pannoy, Thinkaow, Supamool, Chaisri, Kaensing, Luangtonglang, Buakaew, Apinyapong, CT: Radchatagriengkai

### Secondo posto
Formazione: Thị Huyen, Thị Huong, Thị Tra Giang, Thị Minh, Thị Hoa, Thị Kim Lie, Thị Ngọc Hoa, Thị Thu Hoa, Thị Xuan, Thị Kim Hue, Thị Yến, Thị Dieu Linh, CT: -

### Terzo posto
Formazione: Wulandhari, Nabila, Marsheilla, Indahyani, Aisyah, Sari, Widiastuty, Puspitarini, Andriyanti, Anggraeni, Sugandi, Iddha, CT: -

## Classifica finale
| Pos | Squadra    |
| --- | ---------- |
|     | Thailandia |
|     | Vietnam    |
|     | Indonesia  |
| 4   | Birmania   |
| 5   | Timor Est  |